# زبان دوبهاشی
زبان دوبهاشی (بنگالی: দোভাষী؛ به معنای «دوزبانه») اصطلاحی است که برای اشاره به زبان بنگالی میانه که پایه گویشی آن شدیداً فارسی شده بود، استفاده می‌شود. دوبهاشی تا پیش از اصلاحات زبانی در دوره استعماری، رایج‌ترین گونه نوشتاری بنگالی بود. این سبک نه تنها به الفبای بنگالی، بلکه به ناگری سیلهتی و همچنین گونه‌ای اصلاح‌شده از خط عربی که در چیتاگونگ در بنگال غربی و آراکان رایج بود، نوشته می‌شد. این گویش تأثیر چشمگیری بر گویش‌های امروزی شرق و جنوب شرقی بنگال، همچون سیلهتی، چیتاگونی و روهینگیایی گذاشته‌است.

## نمونه
متن زیر نمونه ای است (اعلامیه جهانی حقوق بشر)
الفبای بنگالی
দফা ১: তামাম ইনসান আজ়াদ হয়ে সমান ইজ্জত আর হক লইয়া পয়দা হয়। তাঁহাদের হুঁশ ও আকল আছে; তাই একজন আরেক জনের সাথে বেরাদর হিসাবে সুলূক করা জ়রূরী।
الفبای فارسی
دفعه ایک: تمام انسان آزاد هویی شمان عزت اور حق لویا پیدا هوی. تاهادر هوش اور عقل اچهه; تای ایک جن اریک جنر شاتهه برادر حسابه سلوک کرا ضروری.
ترجمه فارسی
مقاله یک
تمام افراد بشر آزاد به دنیا می آیند و از لحاظ حیثیت و حقوق با هم برابرند, همه دارای عقل و وجدان می باشند و باید نسبت به یک دیگر با روح برادری رفتار کنند.